# Kurixalus appendiculatus
Rhacophorus appendiculatus es una especie de ranas que habita en Brunéi, India, Indonesia (Sumatra y Borneo), Malasia, Filipinas y, posiblemente también Bután, Birmania y Tailandia. 